# Cesare Toschi
Cesare Toschi (Portomaggiore, 22 maggio 1906 – Cielo del Mediterraneo, 19 novembre 1941) è stato un militare e aviatore italiano, decorato con la medaglia d'oro al valor militare alla memoria nel corso della seconda guerra mondiale.

## Biografia

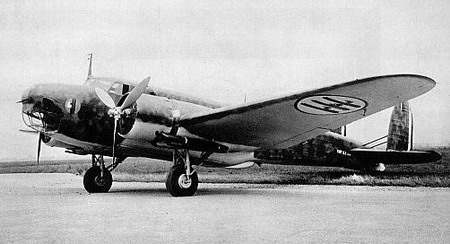
Il bombardiere Fiat B.R.20

Nacque a Portomaggiore, provincia di Ferrara, il 22 maggio 1906. Dopo aver frequentato il Liceo scientifico "Augusto Righi" di Bologna si arruolò nella Regia Aeronautica iniziando a frequentare la Regia Accademia Aeronautica di Caserta, Corso Centauro, da cui uscì con il grado di sottotenente in servizio permanente effettivo il 1 ottobre 1927. Promosso tenente il 1 aprile 1929, nel luglio di quell'anno ottenne il brevetto di pilota di aeroplano, e l'anno successivo quello di pilota militare. Assegnato inizialmente all'80º Gruppo Caccia Marittima, a partire dal 1 aprile 1932 divenne istruttore di volo presso l'Accademia Aeronautica e di esercitazioni pratiche presso la Scuola di volo di Portorose. 
Conservò questo incarico anche dopo la promozione a capitano, ma con quella a maggiore, avvenuta nel corso del 1939, fu assegnato a prestare servizio presso il comando della IV Zona Aerea Territoriale di Bari, dove lo colse l'entrata in guerra del Regno d'Italia, avvenuta il 10 giugno 1940.
Il 22 giugno assunse il comando del 116º Gruppo del 37º Stormo, di base sull'aeroporto di Lecce, ed equipaggiato con i velivoli bimotori da bombardamento Fiat B.R.20 Cicogna. A partire dall'ottobre 1940 il suo reparto iniziò subito ad operare sul fronte greco-albanese, e a partire dal 16 aprile 1941 anche contro la Jugoslavia operando fino al termine dei combattimenti in quel settore.
A partire dall'11 giugno 1941, lo stormo venne rischierato in Sicilia con base l'aeroporto militare di Gerbini e dal 18 ottobre iniziò con il suo gruppo volo a compiere missioni di bombardamento su Malta.
Nel corso di una missione, il 19 novembre, rimase ucciso in combattimento e gli venne conferita la Medaglia d'oro al valore militare alla memoria, massima decorazione italiana.
Al Maggiore Toschi è intitolato il 37º Stormo dell'Aeronautica Militare Italiana.

### Riconoscimenti
- Il comune di Portomaggiore ha dedicato alla memoria del maggiore Cesare Toschi un parco pubblico all'interno del quale è stato inaugurato un monumento nel 2006.
- A Cesare Toschi è intitolata la piazza principale di Masi Torello sulla quale si affaccia, oltre al Municipio, la casa in cui nacque nel 1906, quando ancora il paese era frazione di Portomaggiore. In questa piazza, nel 2008, il comune di Masi Torello ha dedicato alla memoria del Maggiore Toschi un monumento bronzeo, dell'artista masese Alberta Silvana Grilanda,[6] raffigurante un'ala, come richiamo alle ali dell'aereo, al cielo e al volo ai quali l'illustre concittadino dedicò la propria vita, fino al sacrificio.

### Fonti
1. 1 2  Ufficio Storico dell'Aeronautica Militare 1969, p. 272.
2. 1 2 3 4  Combattenti Liberazione.
3. 1 2 3 4  Ufficio Storico dell'Aeronautica Militare 1977, p. 125.
4. ↑  Ufficio Storico dell'Aeronautica Militare 1977, p. 126.
5. ↑   37°Stormo, su aeronautica.difesa.it, Sito ufficiale Aeronautica Militare, 23 gennaio 2007. URL consultato il 4 settembre 2007.
6. ↑   Masi è in lutto per Grilanda Una vita per l’arte e per gli altri, su lanuovaferrara.gelocal.it, lanuovaferrara.it. URL consultato il 13 aprile 2022.
7. ↑   Onorificenze: Cesare Toschi, su Quirinale.it. URL consultato il 15 febbraio 2016.
8. ↑  Bollettino Ufficiale 1943, disp. 9, p. 587 e disp. 17 p. 1051.
9. ↑  Bollettino Ufficiale 1942, disp. 2ª, registrato alla Corte dei conti addì 29 gennaio 1942, registro n. 15 Aeronautica, foglio 327.